# Pytodoris Filometor
Pytodoris Filometor lub Pytodoryda Filometor (gr.: Πυθοδωρίς, Pythodōrís; Πυθοδωρίδα, Pythodōrída) (ur. 30/29 p.n.e. w Smyrnie, zm. 33 n.e.) – królowa Pontu od 8 p.n.e. do swej śmierci. Córka Pytodorosa, bogatego greckiego obywatela miasta Tralles oraz przyjaciela Pompejusza, późniejszego triumwira rzymskiego. Dwukrotnie zamężna, najpierw z królem Pontu i Bosporu Polemonem I Pytodorosem, potem z królem Kapadocji i Małej Armenii Archelaosem I.

## Dzieciństwo
Pytodoris urodziła się i dorastała w Smyrnie (obecny Izmir w Turcji). Była jedynym dzieckiem bogatego anatolijskiego Greka Pytodorosa z Tralles oraz Rzymianki Antonii. Imię otrzymała po ojcu.
Była wnuczką po kądzieli triumwira rzymskiego Marka Antoniusza i jego drugiej żony Antonii Hybrydy. Jej dziadkowie po mieczu są nieznani. Prawdopodobnie Pytodoris była pierwszą wnuczką Antoniusza.

## Królowa
Około 14 p.n.e. Pytodoris poślubiła Marka Antoniusza Polemona I Eusebesa Sotera, króla Pontu i Bosporu. Mąż był wdowcem po królowej Bosporu Dynamis Filoromajos, córce Farnakesa II Filoromajosa, króla Pontu i Bosporu. Pierwsze małżeństwo jej męża było bezdzietne.
Po śmierci męża w 8 p.n.e. Pytodoris została samodzielną królową Pontu i była nią aż do śmierci. Utraciła Królestwo Bosporu na rzecz pasierba swego męża, Tyberiusza Juliusza Aspurgosa Filoromajosa.
Po śmierci Polemona I wyszła ponownie za mąż. Poślubiła króla Kapadocji i Małej Armenii Archelaosa I Filopatrisa Ktistesa Sotera, wdowca po nieznanej z imienia księżniczce, prawdopodobnie córce Ariobarzanesa II Filopatora, króla Kapadocji. Pytodoris wyjechała z dziećmi z Pontu do Kapadocji, by zamieszkać razem z mężem. Jej drugie małżeństwo było bezdzietne. W 17 r. n.e. zmarł jej mąż, a Kapadocja stała się rzymską prowincją. Pytodoris postanowiła wrócić z dziećmi z pierwszego małżeństwa do Pontu.
W późniejszych latach, ok. 18-19 r. n.e., syn Marek Antoniusz Polemon pomagał jej w administracji królestwa Pontu. Pytodoris zmarła w 33 r. n.e., pięć lat przed objęciem tronu przez jej wnuka Gajusza Juliusza Polemona II w 38 r. Jej następczynią była córka Antonia Tryfena. Pytodoris była przyjaciółką greckiego geografa Strabona. Strabon opisał ją jako kobietę cnotliwego charakteru, posiadającą wielką zdolność do interesów. Podał jeszcze, że za jej panowania doszło do rozkwitu Pontu.

## Potomstwo
Pytodoris i Polemon mieli dwóch synów i jedną córkę:
- Zenon (zm. 34), znany jako Zenon Artakses lub Artakses III, późniejszy król Armenii od 18 r.
- Marek Antoniusz Polemon I Filopator (zm. 40), późniejszy arcykapłan i władca Olby w Cylicji Trachejskiej 17-37. Miał on syna:
  - Marek Antoniusz Polemon II (zm. 70), późniejszy arcykapłan i władca Olby Cylicji Trachejskiej od 41 r. Od 48 r. żonaty z Bereniką, córką Agryppy I, króla Chalkis i wdową po kuzynie oraz królu Chalkis Herodzie. W 54 r. doszło między nimi do rozwodu.
- Antonia Tryfena (ur. 10 p.n.e., zm. 55 n.e.), żona Kotysa VIII, króla Tracji. Po śmierci matki objęła władzę w Poncie w 33 r.